# کرانفورد (رمان)
کرانفورد (به انگلیسی: Cranford) یکی از رمان‌های بیش‌تر شناخته شده نویسنده انگلیسی قرن نوزدهم، الیزابت گاسکل است. این داستان اولین بار در مجله‌ای به نام "Household Words" چاپ شد؛ با ویراست نویسنده بزرگ، چارلز دیکنز.